# Argynnos
Argynnos (Oudgrieks: Ἄργυννος) was in de Griekse mythologie een Boiotische jongen die bemind werd door Agamemnon (of door Hymenaios).

## Verhaal
De moeder van Argynnos was Peisidike, dochter van Leukon en kleindochter van Athamas. Agamemnon werd verliefd op Argynnos toen hij hem zag baden in de Kefisos, een rivier waarin de jongen niet veel later verdronk. Hij begroef hem en richtte bij het graf een tempel voor Afrodite Argynnis op. In het Boiotische dialect is dit epitheton van de liefdesgodin Argounis (Ἀργουνίς).
Vermoedelijk bevatte het verhaal van de dichter Fanokles, de oudste bron, een straf van Afrodite, die niet op homoseksuele relaties gesteld was. De lust van Agamemnon maakte dat hij de gunstige winden verspeelde en de in Aulis verzamelde Griekse vloot niet kon uitvaren naar Troje. Bij Ploutarchos wordt, via de mond van het filosofische varken Gryllos, gezegd dat Argynnos vluchtte voor Agamemnon en dat die zijn lust slechts kon koelen door in het Copaïsmeer te springen. Propertius suggereert dat de vertraging kwam door de rouw van Agamemnon om het verlies van Argynnos. In de traditionele versie was het uitblijven van wind een straf van Artemis omdat Agamemnon zich met haar gemeten had in de jacht.

## Nawerking
Het verhaal van Argynnos bood stof voor de politieke roman Argenis van John Barclay, waarvan de eerste editie in het Latijn verscheen te Parijs (1621). In de 18e eeuw maakte Pietro Metastasio een opera op het thema en Girolamo Giusti een muzikaal drama (opgevoerd in Venetië in 1733 op muziek van Galuppi).

## Antieke bronnen
- Fanokles, Erotes, fr. 5
- Athenaios, Deipnosophistai, 13.603D
- Sextus Propertius, Elegiën, 3.7.21-24
- Ploutarchos, Moralia, XII, 990D
- Clemens van Alexandrië, Protreptikos, 2.38.2
- Stefanos van Byzantium s. v. Ἄργυννος

## Voetnoten
1. ↑  Volgens Athenaios is die laatste versie te vinden bij Likymnios van Chios in zijn dithyramben.